# Dunja Mijatovic
Dunja Mijatovic (Sarajevo, 8 september 1964) is een Bosnische politica die sinds 1 april 2018 de functie van Commissaris voor de Rechten van de Mens vervult voor de Raad van Europa.

## Biografie
Dunja Mijatovic behaalde een gezamenlijke masteropleiding in Europese Studies aan de universiteiten van Bologna, London School of Economics, Sarajevo en Sussex. Ze was in 1998 een van de oprichters van de Bosnische Communications Regulatory Agency dat een wettelijk en regelgevend beleidskader moest creëren voor de media in de naoorlogse samenleving van Bosnië. In 2007 werd ze verkozen tot de voorzitter van de European Platform of Regulatory Agencies.
Door de OVSE werd Mijatovic in 2010 aangesteld als de vertegenwoordiger voor Mediavrijheid. In haar periode als vertegenwoordiger was Mijatovic een tegenstander van censuur en repressie van de media. Daarnaast maakte ze zich ook sterk voor veilige werkomstandigheden voor journalisten.
Op 25 januari 2018 werd ze verkozen tot Commissaris voor de Rechten van de Mens door de Parlementaire Vergadering van de Raad van Europa. Ze verkreeg in de tweede ronde 107 stemmen, waarmee ze Pierre-Yves Le Borgn' en Goran Klemencic voorbleef. Met deze verkiezing werd Mijatovic de eerste vrouw die deze functie vervulde. Ze is sinds 1 april 2018 in functie.
- Système universitaire de documentation: 166265780
- Virtual International Authority File: 8918149068387065730003